# 回転計

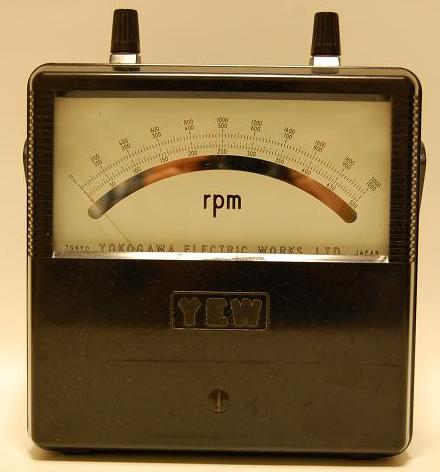
回転計

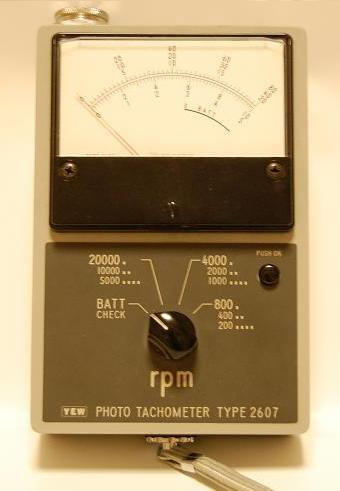
光学式回転計

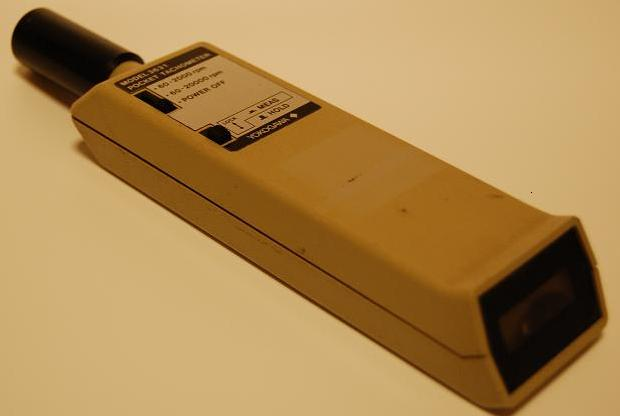
光学式回転計（デジタル表示）

回転計（かいてんけい、英: revolution indicator, speed indicator, tachometer）とは、回転運動をする物体（機械の軸など）の回転数（回転速度）を計測する機器の総称。次の二つに大別されている。
1. 回転速度計（タコメーター）：瞬間的な回転速度を測定するもの。回転計ともいう。主として回転数が大きく変動する装置に装備され、装置運転の指標にする計器。
2. 回数計：回転数を積算測定するもの。主として一定回転数で作動する装置に装備され、保守時期の判定指標に使われる。

## おもな用途対象
- 内燃機関（エンジン）
- 電動機（モーター）
- 発電機
- タービン